# Marcipa mariaeclarae
Marcipa mariaeclarae là một loài bướm đêm trong họ Erebidae.